# Piñuécar-Gandullas
Piñuécar-Gandullas là một đô thị trong Cộng đồng Madrid, Tây Ban Nha. Đô thị này có diện tích 18,19 km², dân số theo điều tra năm 2010 của Viện thống kê quốc gia Tây Ban Nha là 176 người. Đô thị này nằm ở khu vực có độ cao 1061 mét trên mực nước biển.